# Marcel Reynal
 (août 2020).
Marcel Reynal (né Étienne Marcel Reynal à Paris le 19 octobre 1895 et mort à Vichy le 21 juillet 1982) est un violoniste et pédagogue français, premier violon solo à Strasbourg (1919-1927), Monte-Carlo et Vichy, « Soliste de S.A.S. le Prince Louis II de Monaco » (1927-1939), professeur de violon au Conservatoire de Lyon (1941-1944) puis au Conservatoire national supérieur de musique de Paris (1945-1966).